# さくらの唄 (美空ひばりの曲)
『さくらの唄』（さくらのうた）は、1976年 (昭和51年) 7月1日に発売された、美空ひばりの楽曲。

## 概要
本曲の作詞を担当したなかにしは、1970年代に入ってから実兄の抱えた莫大な借金をまるごと抱え込んでしまい、失意のどん底であった。そんな自分とは別の、もう一人の自分をあの世に送り出すための、いわば遺言歌として書いたのが、本曲だという。そして、その曲を頼まれた三木は自身の作曲した曲に惚れこみ、自ら録音してレコードを発売するほどだったが、全くといっていいほど売れなかった。だが、偶然この歌を耳にした当時TBSの演出家であった久世光彦が聞きほれ、本曲と同名のドラマの主題歌として使う際にひばりにカバーとして歌ってもらおうと交渉を重ね、レコード発売が実現した。だが、本楽曲は周囲の期待に反しヒットはしなかった。
2016年、本曲の未発売音源が発見され、彼女の誕生日である5月29日にカップリングとしてなかにしと三木の楽曲、「われとわが身を眠らす子守唄」を収録しシングルとしてリリースされることが発表された。発見の経緯としては、シングル制作のため、2月下旬ごろにマスターテープなどを確認したところ、ひばりがギター伴奏のみで歌唱する別バージョンの音源を確認したという。本曲の発売に関して、なかにしは「この曲は借金を返しても返しても大変で、疲れ果てたときに書いた遺言のような歌。死を恐れつつも死に憧れた唄。とても暗い歌だけに、この曲がシングルとして発売されることは素直に嬉しい。ひばりのレコーディングに立ち会ったとき、ひばりは本当にうまかった。三木は泣いて歌っていたが、ひばりはにっこり笑いながら歌う。慈愛の笑みで。そのほうがよく伝わった」と、シングル・カットを喜ぶコメントをしている。

## 逸話
当時、ドラマのヒットメーカーであった久世は、ひばりに本曲を歌ってもらおうと、山田太一の脚本で同名のドラマを企画した。そして彼女の所属するコロムビアに直接交渉に行ったが、ひばりがカバー曲をシングル・カットするということは前例になく、しかもヒットしていない曲のカバーなど無理だと断られた。だが、久世はあきらめず当時名古屋で長期公演中だったひばり本人を訪ね、終演後の楽屋で本曲を流した。楽屋に三木の歌声が流れ、ひばりの要望により久世は再度本曲を流した。この時久世は、「ちょっと泣きすぎだ。もっと微笑いながら人に話しかけるように歌えばよかったのに」と思ったという。すると、久世が思った通りの歌い方で歌が聞こえてきた。見ると、ひばりが目をつむりながら歌っていたという。久世はその時の様子をこう表現している
```
「だるそうに楽屋の柱に寄りかかり、疲れた横顔に、疲れた笑いを浮かべて、歌っていた。美空ひばりはポロポロと涙をこぼして歌っていた。そしてテープが終わると、私に向かって座り直して、『歌わせていただきます』と嗄（しゃが）れた声で言って、天女のようにきれいに微(わ)笑(ら)った。」
[
2
]
```

## 収録曲
全楽曲とも、作詞：なかにし礼、作曲：三木たかし

### オリジナル盤
1. さくらの唄
編曲：三木たかし
2. おんな酒
編曲：佐々永治

### 2016年EP盤
1. さくらの唄 (ギター・バージョン)
2. われとわが身を眠らす子守唄
編曲：若草恵
3. さくらの唄 (オリジナル・バージョン)
4. さくらの唄 (ギター・バージョン) オリジナル・カラオケ
5. われとわが身を眠らす子守唄 オリジナル・カラオケ